# Monti Wicklow
I Monti Wicklow (in inglese Wicklow Mountains, in gaelico irlandese Sléibhte Chill Mhantáin) sono una catena montuosa dell'Irlanda sud-orientale. Corrono da nord verso sud, precisamente dalla Contea di Dublino lungo Wicklow e Wexford.
Dove le montagne si estendono nella contea di Dublino, sono conosciute localmente come le Montagne di Dublino.

## Geografia
Nell'isola d'Irlanda non ci sono montagne particolarmente alte, ed i Wicklow mantengono questa premessa: il Lugnaquilla è il picco più alto a 926 m, seguito dal Mullaghcleevaun ad 847 e dal Tonelagee a 817 m. La cima del Kippure, invece, è la più alta nella Contea di Dublino con 757 m.
Il fiume Slaney ha la sua sorgente a sud ovest del Lugnaquilla e scorre nelle valli occidentali per circa 80 km prima di sfociare nel Mar d'Irlanda a Wexford. La centrale elettrica di Turlough Hill è l'unica idroelettrica dell'Irlanda, ed è situata nei pressi del Wicklow Gap, a metà strada tra Hollywood e Glendalough.
Il limite meridionale dei monti è segnato dal monte Croghane, il più alto fra quelli al confine tra Wicklow e Wexford e teatro, nel XIX secolo, dell'unica corsa all'oro irlandese.

## Fruizione
L'intera area è molto frequentata, specialmente nei weekend, dagli abitanti di Dublino, dato che offre molti svaghi come pesca, canottaggio e trekking. In particolare la catena montuosa è attraversata, grossomodo in direzione nord-sud, dalla Wicklow Way.
Al centro è situato il complesso monastico di Glendalough, che si crede sia stato fondato da San Kevin ed è oggi una meta turistica molto popolare.
Buona parte della catena montuosa è tutelata dal Parco nazionale dei Monti Wicklow.